# О фотографии
«О фотографии» — сборник эссе, написанный американской писательницей Сьюзен Сонтаг для журнала The New York Review of Books и опубликованных в 1973—1977 годах. Издан отдельной книгой в 1977 году. Считается формообразующей работой в области теории фотографии.

## Содержание
В первом эссе, В Платоновой пещере, Сонтаг  поднимает вопрос о том, почему фотографии захватывают нас и являются важной частью нашей жизни и переживаний. Она рассматривает образ Платоновой Пещеры, обозначенный Платоном в трактате О Государстве. Зонтаг обозначает Пещеру основой европейской идеи иллюзии и понимания. Зонтаг обращает внимание, что фотография не выводит нас из состояния пещеры, а меняет наши условия пребывания в ней .
«Человечество всё также пребывает в Платоновой пещере и по вековой привычке тешится лишь тенями, изображениями истины. Но фотография учит не так, как более древние, более рукотворные изображения. Во-первых, изображений, претендующих на наше внимание, теперь гораздо больше. Инвентаризация началась в 1839 году, и с тех пор сфотографировано, кажется, почти все. Сама эта ненасытность фотографического глаза меняет условия заключения в пещере — в нашем мире. Обучая нас новому визуальному кодексу, фотографии меняют и расширяют наши представления о том, на что стоит смотреть и что мы вправе наблюдать. Они — грамматика и, что ещё важнее, этика зрения. И, наконец, самый грандиозный результат фотографической деятельности: она даёт нам ощущение, что мы можем держать в голове весь мир — как антологию изображений».

### Фотография и проблема этики
Одна из сквозных тем книги О фотографии — этическая проблема, которую ставит перед нами фотография. «...Зонтаг определяет понятие красоты и как визуальную форму, и как этическую категорию. Мимикрия этих соотношений делает понятия красивого и уродливого условными». Кадр, как полагает Зонтаг, изначально имеет своей целью стремление к красоте, что создаёт серию моральных проблем. «В потребительском обществе даже самая совестливая и снабжённая правильной подписью фотография имеет своим итогом раскрытие красоты. Красивая композиция и изящная перспектива фотографий Льюиса Хайна, где сняты дети, трудившиеся в шахтах и на заводах Америки в начале XX века, надолго пережили актуальность сюжета <…> эстетизирующая природа фотографии такова, что средство, сообщающее о страданиях, в конце концов их нейтрализует. Камера миниатюризирует опыт, превращает историю в зрелище».  Фотограф — свидетель реальности, а значит, не её активный участник. Зонтаг обозначает проблему художественного и достоверного в кадре, в частности, считая документальную фотографию частью сознательной этической программы.
Повсеместное распространение фотографии приводит к установлению между человеком и окружающим его миром отношений «хронического вуайеризма», в результате которого всё происходящее располагается на одном уровне и приобретает одинаковый смысл. Главный парадокс фотографии состоит в том, что снимающий человек не может вмешаться в происходящее, и, наоборот, — если он участвует в событии, то оказывается уже не в состоянии зафиксировать его в виде фотографии.

### Фотография и негативное
Фотография показывает нам прежде неведомое и страшное — и тем самым делает его возможным и приемлемым. «Фотография подразумевает, что мы познаём мир, если принимаем его таким, каким его запечатлела камера. Но это — нечто противоположное пониманию, которое именно с того и начинается, что мы не принимаем мир таким, каким он выглядит. Всякое понимание предполагает способность сказать „Нет“».
Когда мы фотографируем, возникает эффект отстранения — мы меняем этику на эстетику, фотография становится способом освоения чужого и пугающего: «Страдать самому — это одно, другое дело — жить с фотографиями, запечатлевшими страдания; они не обязательно укрепляют совесть и способность к сочувствию. Они могут их и заглушить. Раз ты увидел такие образы, ты встал на путь к тому, чтобы увидеть новые — и новые. Образы приводят в оцепенение. Анестезируют».
В тексте возникает непростая дилемма: с одной стороны снимки формируют этическую позицию, с другой - способствуют её девальвации. «Фотографии не могут создать моральную позицию, но могут её подкрепить — или способствовать её зарождению».
«Если камера — сублимация оружия, то фотографирование — сублимированное убийство — короткое убийство, под стать печальным, испуганным временам». С ходом прогресса убийство себе подобных всё больше переставало быть личным делом, автоматизировалось: огнестрельное оружие, воздушные бомбардировки, газовые камеры всё дальше отодвигали жертву, позволяли не прикасаться к ней, потом даже не видеть её, превращали её в абстракцию. Точно так же перед первой фотокамерой человек должен был сидеть, не шевелясь, долгое время — этого требовала экспозиция.

### Фотография и познание мира
В книге О фотографии кадр представлен как способ познания и освоения мира. Зонтаг замечает, что снимок - способ коллекционирования мира.  «Маркс упрекал философию в том, что она пытается только понять мир, а не изменить. Фотографы, оперирующие в границах сюрреалистической восприимчивости, показывают, что попытки даже понять мир тщетны, и вместо этого предлагают его коллекционировать».

## Социальные функции фотографии
- Функция социальной памяти. «Сила фотографии в том, что она позволяет внимательно рассмотреть мгновение, которое немедленно смывалось бы потоком времени. Это замораживание времени…»;
- Функция самоидентификации. Фотография даёт возможность обретения собственной идентичности;
- Функция (само)презентации. Человек в большей степени обеспокоен представлением себя на фотографии, нежели представлением в повседневной жизни;
- Коллекционирование фотографий как форма коллекционирования мира.[7]

## Свойства фотографии
- «Зафиксированный опыт», призванный «присвоить фотографируемое», «поставить себя в некие отношения с миром, которые ощущаются как знание, а, следовательно, как сила»;
- Фотография всегда «интерпретация» — даже «особенно озабоченные изображением реальности фотографы всё равно послушны подспудным императивам собственного вкуса и понятий», а потому неизбежно показывают «свою» версию событий;
- В то же время это всегда свидетельство/подтверждение событий. Картинка может быть искажённой, но всегда есть основание полагать, что существует или существовало нечто, подобное запечатлённому на ней";
- Фотографии — это визуальные «воспоминания» о себе и близких, которые вызывают у нас ощущение трогательности, создавая эффект «псевдоприсутствия людей, чужих пейзажей, далёких городов, исчезнувшего прошлого и располагая к мечтаниям»;
- Фотографии делают незнакомые события более реальными, а если мы видим их изо дня в день, то они «анестезируют», заглушают совесть, способность к сочувствию, делают реальные ужасы менее реальными[7]

## Основные темы книги

### Идея красоты и проблема нормы
В своей книге Зонтаг упоминает о связи фотографии с идеей красоты. Прекрасное становится основой фотографической программы, её главным сюжетом и одной из главных фотографических проблем. Эту тему она, в частности, поднимает, рассматривая снимки Дианы Арбус, размышляя о границах и ориентирах фотографической программы прекрасного. При этом обозначение проблемы красоты и уродства, выяснение принципов их соотношения формирует ещё один принципиально важный ориентир — идею нормы. Зонтаг «ставит вопрос о разграничении привлекательного и отталкивающего, даёт возможность определять феномен красивого и безобразного в связи с идеей стандарта и заставляет пересматривать концепцию нормы как таковой» .

### Вопрос о Нормативе
Вопрос о норме - важная проблема книги: Зонтаг рассматривает норматив как репрессивную форму, ориентированную на ограничение и уничтожение. Одновременно с этим Сонтаг обращает внимание, что исчезновение нормативного вектора ведёт к разрушению и исчезновению системы как целого.
Для Зонтаг нормативность фотографических практик связана и идеей актуального: людям кажется, будто они становятся более реальными, видимыми, когда их фотографируют. Однотипным и общим оказывается и способ съёмки: фотография выявляет единство социокультурного мышления.

### Фотография и власть
В своей книге О Фотографии Зонтаг развивает тему власти как способ установления ценностей. Идеология власти связана с возможностью установления нормы - Зонтаг рассматривает возможность этого механизма в пространстве фотографии. Она «превращает человеческое в абстрактное условное понятие и, в то же время, становится основанием для сегрегации и формой власти». Она обращает внимание на то, что мы говорим о фотографии в терминах уничтожения и захвата. Фотография «... превратилась в социальный ритуал, в способ избавления от тревог, в инструмент власти».
Основная идея Зонтаг состоит в том, что фотографирование — это агрессивный жест, ориентированный на захват. Это стремление к овладению объектом. «Также, как и Жан Бодрийяр, Сонтаг указывает, что амбиции фотографа простираются далее, чем свидетельство реальности или способ его документации: фотография становится сверхреальным измерением. Максима информационной эпохи такова: быть — значит быть сфотографированным, а сфотографировать — значит приписать объекту съёмки статус реального. Таким образом, способность фотографии, которая ранее была определена как этика, ныне может быть определена как политика»

### Идентичность и исчезновение
Одна из тем, которую поднимает и рассматривает Зонтаг - связь жизненного и смертоносного. Фотография обнаруживает связь, единство и мимикрию двух противопоставленных элементов. Фотография нарушает соотношение живого и неживого, обнаруживает изображение как парадоксальную форму жизни . Эта мысль обозначена не только у Сонтаг, но и у других авторов. Ролан Барт в книге «Camera lucida» отмечает, что фотография соприкасается с искусством не посредством Живописи, а посредством Театра.  «Фотография представляется мне стоящей ближе всего к Театру благодаря уникальному передаточному механизму (возможно, кроме меня его никто не видит) — Смерти. (…) Это искусство, сколь бы ни исхитрялись сделать его живым (яростное желание „сделать живым“ есть не что иное, как мифическое отрицание страха перед смертью), сродни первобытному театру, Живой Картине, изображению неподвижного, загримированного лица, за которым угадывается мертвец».
Фиксация мгновения, с целью его сохранения в вечности, оборачивается своей противоположной стороной — она обозначает смерть каждого мгновения. Тотальное фотографирование выявляет страх перед текучестью жизни и стремление современного человека поймать ускользающее время.

## Критика и оценки
«Сонтаг написала важную и оригинальную книгу… Все последующие обсуждения или анализ роли фотографии в обществе теперь должны начаться с её книги»

—Джон Бергер
«После Сьюзен Сонтаг, о фотографии теперь должны писать не только как об искусстве, но и как о мощной движущей силе в судьбе нашего глобального общества»

—Newsweek
«О фотографии, по моему мнению, самое интересное и комплексное изучение заданной темы»

—Келвин Триллин, The New Yorker
«Каждая страница О фотографии затрагивает важные и занимательные вопросы и поднимает их наилучшим образом»

—The New York Times Book Review
«Выдающийся анализ глубинных изменений в фотографическом искусстве за последние 140 лет позволил посмотреть на нас самих и на мир вокруг»

—The Washington Post Book Worldy
Сонтаг продолжает собственные наблюдения через тридцать лет в книге «Смотрим на чужие страдания». Она полагает, что устаём от избытка эмоциональных изображений, и наше внимание становится более поверхностным, переменчивым и безразличным к их содержанию.

## Сонтаг о книге
«Всё началось с одного эссе — о некоторых эстетических и моральных проблемах, возникающих в связи с вездесущностью фотографических изображений; но чем больше я думала о том, что такое фотография, тем более сложными и увлекательными представлялись эти проблемы. Так что из одного эссе вытекало другое, а потом (к моему удивлению) ещё одно. Получилась цепочка статей о значении и развитии фотографии, которая завела меня так далеко, что соображения, очерченные в первой, продолженные и задокументированные в последующих, можно было суммировать и расширить более теоретическим образом — и на этом остановиться».

## Дополнительные факты
Сьюзен Сонтаг со сборником эссе «О фотографии» выиграла ежегодную американскую Премию Национального круга книжных критиков в 1977 году.

## Основные издания и переводы
- Sontag S. On photography. New York: Farrar, Straus & Giroux, 1977. — 165 p. ISBN 0-374-22626-1
- Sontag S. On photography. London: Allan Lane, 1978. — 207 р. ISBN 0-7139-1128-X
- Sontag S. On photography. New York: Anchor Books, 1990. — 224 р. ISBN 0-385-26706-1
- Сонтаг С. О фотографии/ Пер. Викт. Голышева. М.: Ад Маргинем Пресс, 2013. — 272 с. ISBN 978-5-91103-136-7